# Mugil rammelsbergii
 Mugil rammelsbergii és un peix teleosti de la família dels mugílids i de l'ordre dels perciformes.

## Morfologia
Pot arribar als 61 cm de llargària total.

## Distribució geogràfica
Es troba a les costes del Pacífic sud-oriental (Illes Galápagos i el Perú).